# Naravelia zeylanica
Naravelia zeylanica là một loài thực vật có hoa trong họ Mao lương. Loài này được (L.) DC. mô tả khoa học đầu tiên năm 1817.

## Hình ảnh

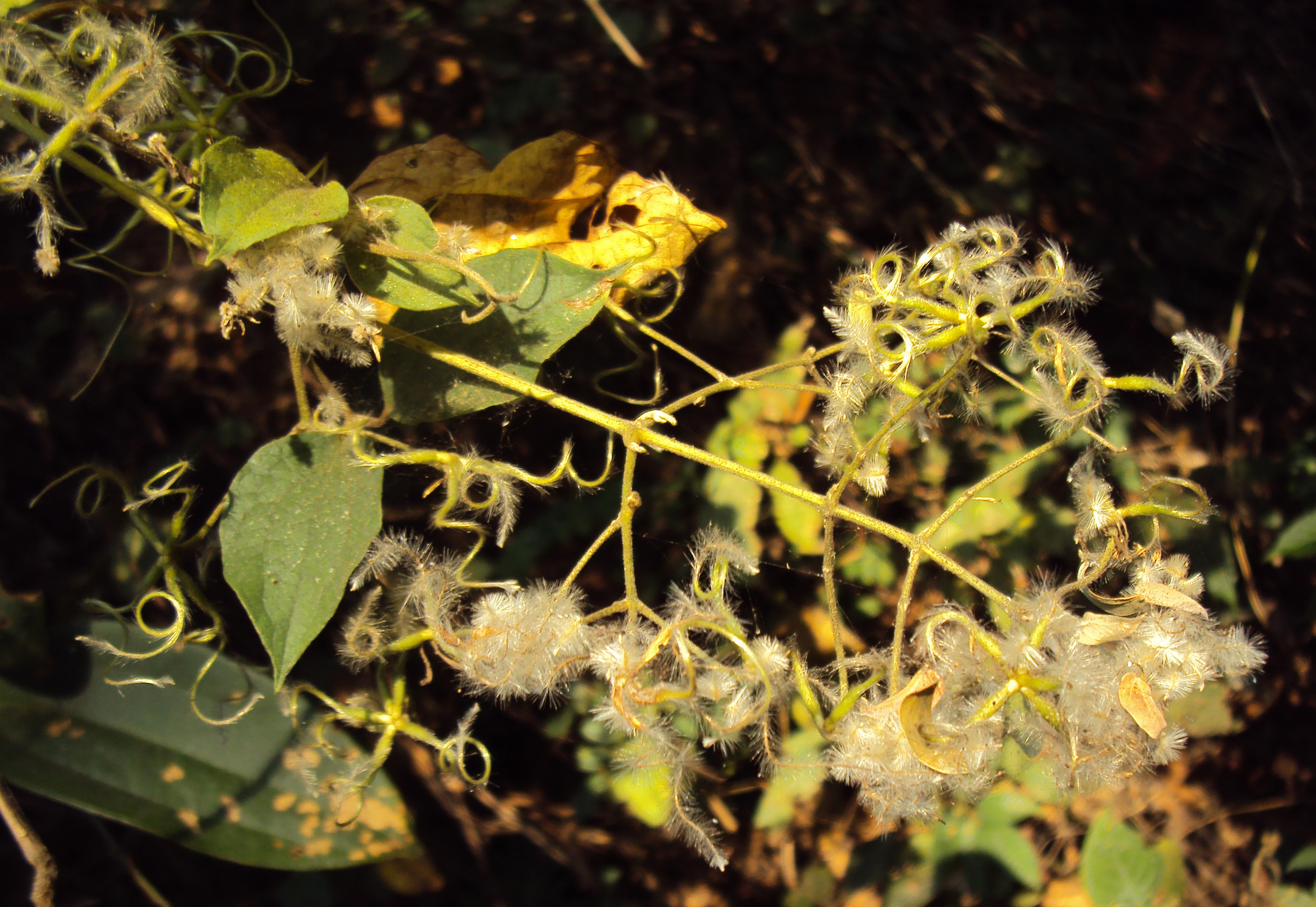
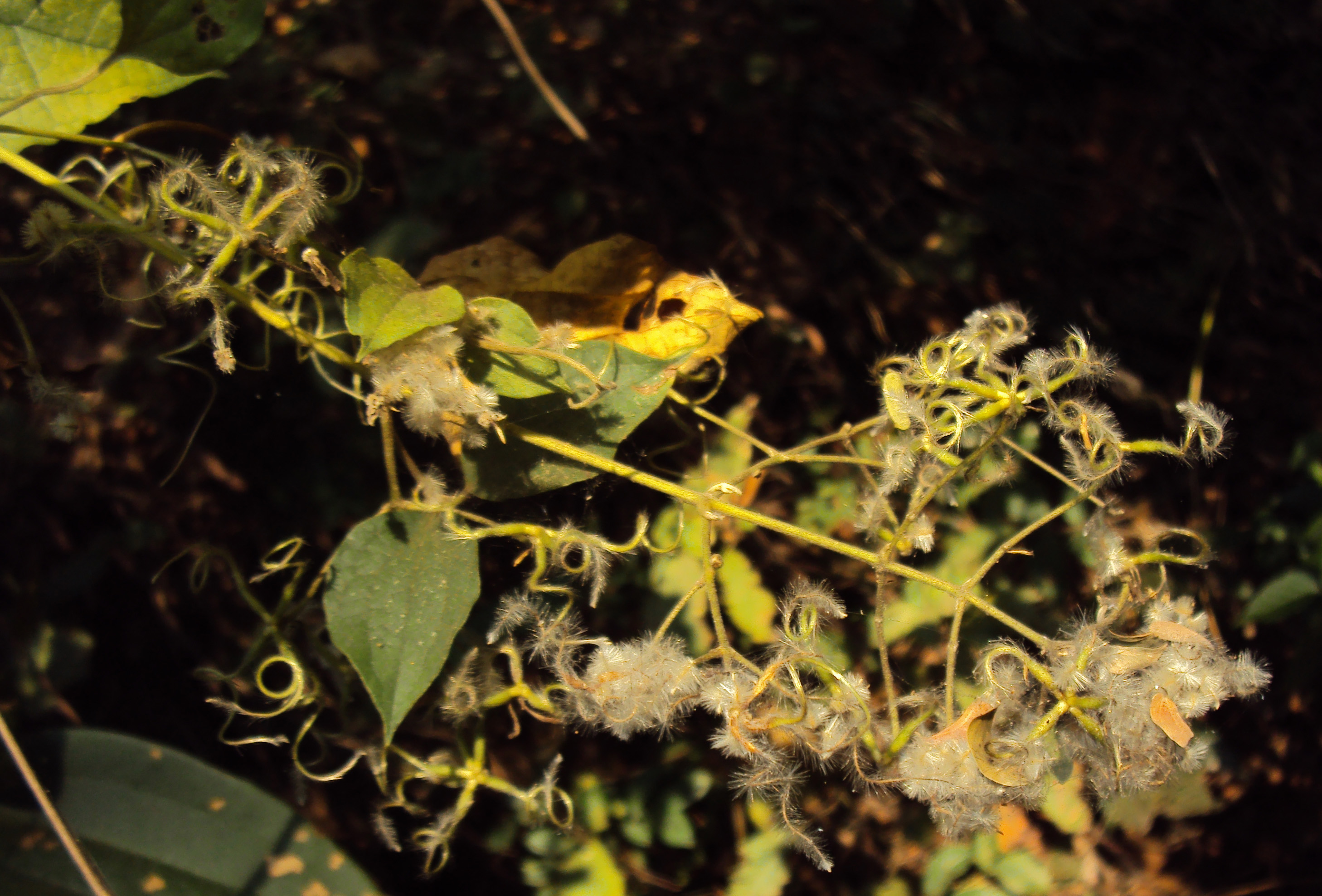
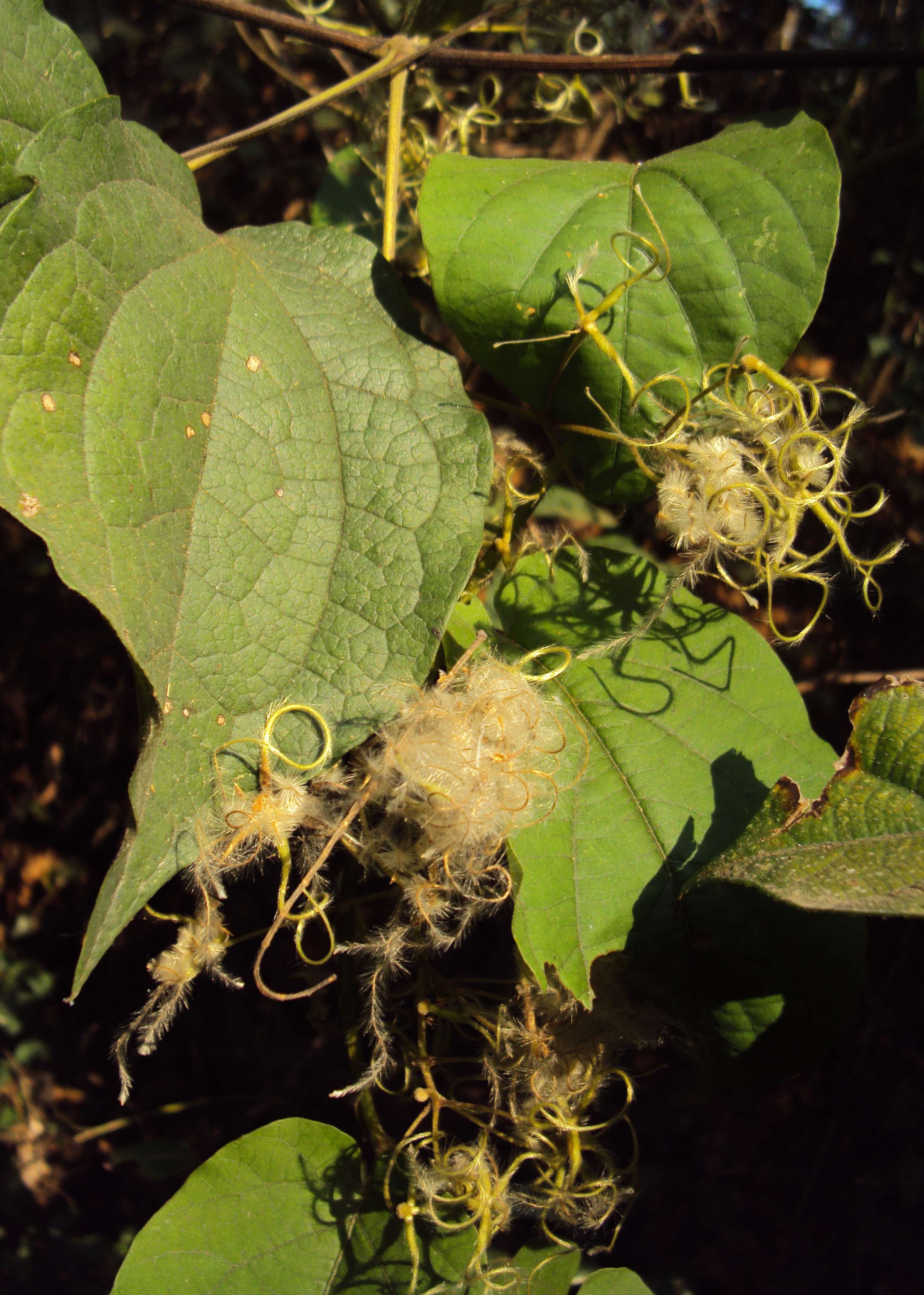
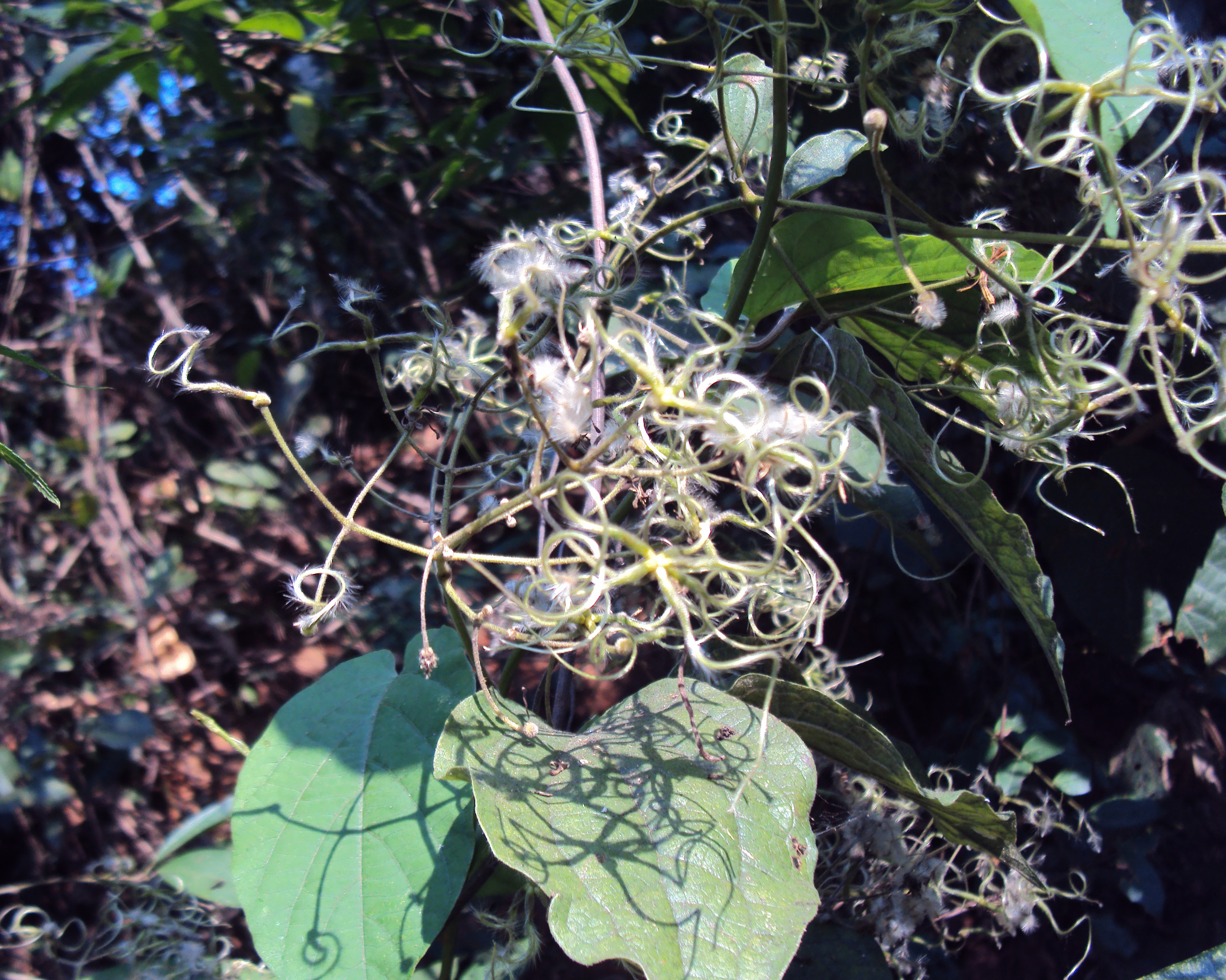